# Osmar Molinas
Osmar de la Cruz Molinas González (Capiatá, 3 de maio de 1987) é um futebolista profissional paraguaio que atua como defensor, atualmente defende o Club Libertad.